# Razpadni čas
Razpádni čás (tudi srednji življenjski čas, označba {\displaystyle \tau \,}) je v jedrski fiziki čas, v katerem pade število atomskih jeder, ki radioaktivno razpadajo, na {\displaystyle 1/e\,} začetne vrednosti, pri čemer je {\displaystyle e\,} osnova naravnega logaritma. V atomski in molekulski fiziki se z izrazom »razpadni čas« označuje povprečni čas, ki ga atom ali molekula preživita v vzbujenem stanju. Mednarodni sistem enot predpisuje za razpadni čas osnovno enoto s. Recipročna vrednost razpadnega časa je razpadna konstanta.
Razpadni čas je vrednost, ki omogoča kolikostni (kvantitativni) opis pogostosti razpada skupine delcev (jeder), ki vsak posebej razpadajo po zakonu za eksponentni razpad. Število delcev v času {\displaystyle t\,} je:
{\displaystyle N(t)=N(0)e^{-\lambda t}\!\,,}
kjer je:
- {\displaystyle \lambda \,} – razpadna konstanta
- {\displaystyle N(t)\,} – vrednost količine v času {\displaystyle t\,}
- {\displaystyle N(0)\,} – začetna vrednost količine (to je v času {\displaystyle t=0\,})

Življenjska doba posameznega delca je čas, ki poteče do trenutka, ko delec (jedro) izgine iz množice delcev (jeder). Razpadni čas pa je aritmetična sredina posameznih življenjskih časov. Ker bo delec (jedro) enkrat razpadel, velja:
{\displaystyle 1=\int _{0}^{\infty }c\cdot N(0)e^{-\lambda t}\,\mathrm {d} t=c\cdot {\frac {N(0)}{\lambda }}\!\,,}
kjer je: 
- {\displaystyle c\,} – normalizacijska konstanta
- ostale oznake so enake kot zgoraj

Iz tega izhaja:
{\displaystyle c={\frac {\lambda }{N(0)}}\!\,.}
Velja tudi naslednja povezava med razpadnim časom in razpadno konstanto:
{\displaystyle \tau ={\frac {1}{\lambda }}\!\,,}
kjer je:
- {\displaystyle \lambda \,} – razpadna konstanta
- {\displaystyle \tau \,} – razpadni čas

Zgornji izraz se lahko tako zapiše kot:
{\displaystyle N(t)=N(0)e^{-t/\tau }\!\,.}
Razpadni čas se uporablja tudi v biologiji v zvezi s pričakovano življenjsko dobo.